# Krananda nicolasi
Krananda nicolasi är en fjärilsart som beskrevs av Claude Herbulot 1987. Krananda nicolasi ingår i släktet Krananda och familjen mätare. Inga underarter finns listade i Catalogue of Life.